# المعلن والخفي: مذكرات
المُعْلَن والخَفِيّ: مذكرات هو كتاب سيرة ذاتية لدونالد رامسفيلد نشر عن دار بنغون غروب في فبراير 2011. ويغطي مجموعة متنوعة من تجاربه مثل عمله كعضو في مجلس النواب الأمريكي في أواخر الستينيات، وكعضو في إدارتي فورد ونيكسون خلال فضيحة ووترغيت وحرب فيتنام، وكوزير خارجية لجورج بوش، وكوزير للدفاع في بداية الحرب على الإرهاب.
يدلي رامسفيلد بمجموعة متنوعة من التصريحات حول مواقفه التي تهدف، في رأيه، إلى تصحيح المسار. على سبيل المثال، ذكر أنه عارض دائمًا استخدام الإيهام بالغرق أثناء الاستجواب، ويقول إن فضيحة إساءة معاملة معتقلي أبو غريب شكلت واحدة من أكبر الأمور المعيبة، ويأسف لها شخصياً. ويروي أنه قدم استقالته لكن الرئيس لم يقبلها، حيث كتب رامسفيلد أن فشله في المطالبة بالاستقالة عن منصبه "كان سوء تقدير". من حيث الاستقبال التجاري، ادرج الكتاب في المرتبة الأولى في قائمة أفضل الكتب مبيعًا لصحيفة نيويورك تايمز للكتب الواقعية، والمرتبة الثالثة للكتب الإلكترونية الواقعية، في 27 فبراير 2011.
تلقى الكتاب العديد من المراجعات النقدية البارزة. وقد تراوحت هذه بين الدعم العام من منشورات مثل سيتي جورنال، حيث جادل فيكتور ديفيس هانسون بأن "المسؤولية تنتقل مرة أخرى إلى منتقدي رامسفيلد لإثبات أنه مخطئ أو مخادع"، إلى الإدانة من منشورات مثل هافينغتون بوست وذا فايننشال تايمز، ونشر أندرو باسيفيتش تعليقات يصف فيها العمل بأنه "متحيز وليس مفيدًا"، وقد تبرع رامسفيلد بكل أرباحه من بيع الكتاب للجمعيات الخيرية لقدامى المحاربين.